# Plombières-lès-Dijon
Plombières-lès-Dijon és un municipi francès, situat al departament de la Costa d'Or i a la regió de Borgonya - Franc Comtat. L'any 2007 tenia 2.855 habitants.

## Demografia

### Població
El 2007 la població de fet de Plombières-lès-Dijon era de 2.855 persones. Hi havia 1.132 famílies, de les quals 340 eren unipersonals (132 homes vivint sols i 208 dones vivint soles), 312 parelles sense fills, 416 parelles amb fills i 64 famílies monoparentals amb fills.
La població ha evolucionat segons el següent gràfic:
Habitants censats

### Habitatges
El 2007 hi havia 1.227 habitatges, 1.147 eren l'habitatge principal de la família, 19 eren segones residències i 61 estaven desocupats. 760 eren cases i 461 eren apartaments. Dels 1.147 habitatges principals, 704 estaven ocupats pels seus propietaris, 420 estaven llogats i ocupats pels llogaters i 23 estaven cedits a títol gratuït; 28 tenien una cambra, 132 en tenien dues, 231 en tenien tres, 306 en tenien quatre i 450 en tenien cinc o més. 758 habitatges disposaven pel capbaix d'una plaça de pàrquing. A 556 habitatges hi havia un automòbil i a 416 n'hi havia dos o més.

### Piràmide de població
La piràmide de població per edats i sexe el 2009 era:
| Homes | Edats   | Dones |
| ----- | ------- | ----- |
| 0     | 95 o +  | 4     |
| 0     | 90 a 94 | 0     |
| 16    | 85 a 89 | 24    |
| 8     | 80 a 84 | 32    |
| 24    | 75 a 79 | 56    |
| 56    | 70 a 74 | 44    |
| 48    | 65 a 69 | 56    |
| 48    | 60 a 64 | 56    |
| 52    | 55 a 59 | 48    |
| 96    | 50 a 54 | 64    |
| 84    | 45 a 49 | 100   |
| 104   | 40 a 44 | 76    |
| 104   | 35 a 39 | 112   |
| 92    | 30 a 34 | 84    |
| 96    | 25 a 29 | 88    |
| 60    | 20 a 24 | 100   |
| 100   | 15 a 19 | 92    |
| 76    | 10 a 14 | 88    |
| 92    | 5 a 9   | 64    |
| 60    | 0 a 4   | 64    |

## Economia
El 2007 la població en edat de treballar era de 1.927 persones, 1.412 eren actives i 515 eren inactives. De les 1.412 persones actives 1.290 estaven ocupades (658 homes i 632 dones) i 122 estaven aturades (57 homes i 65 dones). De les 515 persones inactives 138 estaven jubilades, 258 estaven estudiant i 119 estaven classificades com a «altres inactius».

### Ingressos
El 2009 a Plombières-lès-Dijon hi havia 1.140 unitats fiscals que integraven 2.769 persones, la mediana anual d'ingressos fiscals per persona era de 18.772 €.

### Activitats econòmiques
Dels 118 establiments que hi havia el 2007, 2 eren d'empreses extractives, 2 d'empreses alimentàries, 4 d'empreses de fabricació d'altres productes industrials, 26 d'empreses de construcció, 31 d'empreses de comerç i reparació d'automòbils, 6 d'empreses de transport, 6 d'empreses d'hostatgeria i restauració, 1 d'una empresa d'informació i comunicació, 3 d'empreses financeres, 3 d'empreses immobiliàries, 13 d'empreses de serveis, 15 d'entitats de l'administració pública i 6 d'empreses classificades com a «altres activitats de serveis».
Dels 42 establiments de servei als particulars que hi havia el 2009, 1 era una oficina de correu, 1 una oficina bancària, 5 tallers de reparació d'automòbils i de material agrícola, 1 autoescola, 5 paletes, 8 guixaires pintors, 4 fusteries, 4 lampisteries, 2 electricistes, 2 empreses de construcció, 3 perruqueries, 1 veterinari, 4 restaurants i 1 agència immobiliària.
Dels 7 establiments comercials que hi havia el 2009, 1 era un hipermercat, 4 fleques, 1 una peixateria i 1 una joieria.
L'any 2000 a Plombières-lès-Dijon hi havia 5 explotacions agrícoles.

## Equipaments sanitaris i escolars
L'únic equipament sanitari que hi havia el 2009 era una farmàcia.
El 2009 hi havia 1 escola maternal i 1 escola elemental.

## Poblacions més properes
El següent diagrama mostra les poblacions més properes.